# Moussa Maâzou
Ouwo Moussa Maâzou (Niamey, 25 agosto 1988) è un calciatore nigerino, attaccante svincolato.

## Biografia
A causa dei suoi continui cambiamenti di squadra viene inserito in una speciale classifica, stilata da France Football, riguardante i "mercenari" del calcio.

## Carriera

### Club
Di proprietà del CSKA Mosca, tra il 2010 ed il 2011 viene ceduto in prestito per 3 volte a squadre francesi. In seguito viene ceduto in prestito allo Zulte Waregem, squadra belga. Passa poi a titolo definitivo ai tunisini dell'Etoile du Sahel, dove rimane per un anno e mezzo giocando 12 partite e segnando 3 reti. Nell'estate 2013, rimasto svincolato, firma un contratto con il Vitoria Guimaraes, club militante nella massima serie portoghese, con cui mette a segno 2 reti nelle prime 2 partite della fase a gironi della UEFA Europa League 2013-2014; chiude con 5 presenze e 2 reti la fase a gironi, nella quale la sua squadra viene eliminata. L'anno seguente gioca nel Marítimo, altra formazione della prima divisione portoghese. Veste poi le maglie dei cinesi del Changchun Yatai, dei danesi del Randers e dei francesi dell'Ajaccio, squadra di Ligue 2. Nel gennaio del 2019 si trasferisce in Arabia Saudita all'Ohod al-Madīnah.

### Nazionale
Nel 2008 debutta con la nazionale nigerina, con cui ha partecipato a 2 edizioni della Coppa d'Africa.

## Palmarès

### Club

#### Competizioni nazionali
- Coppa di Russia: 1

CSKA Mosca: 2008-2009